# Бюджетна політика
Бюдже́тна полі́тика — це сукупність  державних заходів, 
спрямованих на зміцнення доходної частини державного бюджету, посилення соціальної направленості видатків бюджету, створення умов макроекономічної стабілізації.
Бюджетна політика спрямовується на оптимізацію та раціоналізацію формування доходів і використання державних фінансових ресурсів, підвищення ефективності державних інвестицій у економіку, узгодження загальнодержавних і місцевих інтересів у сфері міжбюджетних відносин, регулювання державного боргу та забезпечення соціальної справедливості при перерозподілі національного доходу. 
Стратегічною ж метою бюджетної політики є створення державою необхідних економічних, правових та організаційних засад щодо підвищення ролі бюджету як інструменту формування і оптимального розподілу фінансових ресурсів між різними ланками бюджетної системи для ефективного її розвитку, спрямованого на економічне зростання та підвищення життєвого рівня населення.
За цих умов активний вплив бюджетної системи на фінансові зв'язки і потоки між різними секторами економіки виступає необхідною умовою для забезпечення економічного росту.
Таким чином, бюджетна система повинна бути визначальною формою відносин, що реалізують фінансові інтереси і цілі держави. Звідси головним пріоритетним напрямком бюджетної політики України має стати фінансове оздоровлення підприємств реального сектора шляхом створення сприятливих макроекономічних умов і проведення зваженої податкової реформи.